# Jaharum B
Jaharum B is een bestuurslaag in het regentschap Deli Serdang van de provincie Noord-Sumatra, Indonesië. Jaharum B telt 5787 inwoners (volkstelling 2010).